# Jean Paquet
André Jean Paquet (ur. 12 października 1964 w Jonquière) – kanadyjski biathlonista. W Pucharze Świata zadebiutował 28 stycznia 1989 roku w Ruhpolding, gdzie zajął 86. miejsce w sprincie. Pierwsze punkty zdobył 16 marca 1991 roku w Canmore, zajmując 19. miejsce w tej samej konkurencji. Nigdy nie stanął na podium zawodów pucharowych. Najlepsze wyniki osiągnął w sezonie 1990/1991, kiedy zajął 61. miejsce w klasyfikacji generalnej. W 1989 roku wystartował na mistrzostwach świata w Feistritz, gdzie zajął 62. miejsce w biegu indywidualnym, 70. miejsce w sprincie i 16. miejsce w sztafecie. Zajął też między innymi piąte miejsce w biegu drużynowym podczas mistrzostw świata w Borowcu w 1993 roku i 26. miejsce w sprincie podczas mistrzostw świata w Lahti dwa lata wcześniej. Brał też udział w igrzyskach olimpijskich w Albertville w 1992 roku, gdzie zajął 77. miejsce w biegu indywidualnym i 10. miejsce w sztafecie.
W 2014 roku został trenerem w USA.

## Osiągnięcia

### Igrzyska olimpijskie
| Rok  | Miejscowość | Konkurencje | Konkurencje | Konkurencje | Konkurencje | Konkurencje | Konkurencje | Konkurencje |
| Rok  | Miejscowość | IN          | SP          | PU          | MS          | RL          | MR          | SR          |
| ---- | ----------- | ----------- | ----------- | ----------- | ----------- | ----------- | ----------- | ----------- |
| 1992 | Albertville | 77.         | –           | nd.         | nd.         | 10.         | nd.         | –           |

### Mistrzostwa świata
| Rok  | Miejscowość      | Konkurencje | Konkurencje | Konkurencje | Konkurencje | Konkurencje | Konkurencje | Konkurencje |
| Rok  | Miejscowość      | IN          | SP          | PU          | MS          | RL          | MR          | SR          |
| ---- | ---------------- | ----------- | ----------- | ----------- | ----------- | ----------- | ----------- | ----------- |
| 1989 | Feistritz        | 65.         | 70.         | nd.         | nd.         | 16.         | nd.         | –           |
| 1991 | Lahti            | –           | 26.         | nd.         | nd.         | 15.         | nd.         | –           |
| 1993 | Borowec          | 55.         | 70.         | nd.         | nd.         | 17.         | nd.         | –           |
| 1995 | Anterselva       | 32.         | 39.         | nd.         | nd.         | 16.         | nd.         | –           |
| 1996 | Ruhpolding       | 49.         | 50.         | –           | nd.         | 14.         | nd.         | –           |
| 1997 | Osrblie          | 77.         | 83.         | –           | nd.         | 21.         | nd.         | –           |
| 2000 | Oslo/Kontiolahti | 83.         | 57.         | DNF         | –           | –           | nd.         | –           |
| 2003 | Chanty-Mansijsk  | 59.         | DNF         | –           | –           | –           | nd.         | –           |
| 2005 | Hochfilzen       | 55.         | 53.         | DNS         | –           | 15.         | nd.         | –           |

### Puchar Świata

#### Miejsca w klasyfikacji generalnej
| Sezon     | Miejsce |
| --------- | ------- |
| 1988/1989 | -       |
| 1990/1991 | 61.     |
| 1991/1992 | -       |
| 1992/1993 | -       |
| 1993/1994 | -       |
| 1994/1995 | -       |
| 1995/1996 | 62.     |
| 1996/1997 | -       |
| 1997/1998 | 77.     |
| 1999/2000 | -       |
| 2000/2001 | -       |
| 2001/2002 | -       |
| 2002/2003 | -       |
| 2004/2005 | -       |

#### Miejsca na podium chronologicznie
Paquet nigdy nie stanął na podium zawodów PŚ.